# Dana Bérová
Dana Bérová (ur. 25 kwietnia 1967) – czeska menedżer, przedsiębiorca i polityk, w latach 2005–2006 minister informatyki.

## Życiorys
W latach 1987–1989 studiowała na wydziale dziennikarstwa Uniwersytetu Karola w Pradze, w 1990 została absolwentką studiów z automatycznych systemów sterowania w Wyższej Szkole Ekonomicznej w Pradze. Pracowała m.in. jako redaktorka w państwowej telewizji (Československá televize i Česká televize). W latach 1994–1997 jako dyrektor do spraw ekonomicznych zajmowała się zarządem nieruchomościami Karela Schwarzenberga. Od 2000 do 2002 była dyrektorem programowym regionalnej telewizji. Została współwłaścicielką przedsiębiorstwa Sanu Babu, zajmującego się głównie importem towarów z Nepalu i Indii.
Od 2003 była związana z resortem informatyki. Pracowała jako dyrektor departamentu i wiceminister. Od kwietnia 2005 do sierpnia 2006 kierowała tym ministerstwem w rządzie Jiříego Paroubka. Powróciła później do sektora prywatnego, zajęła się działalnością doradczą w sektorze IT, została współwłaścicielką pola golfowego w miejscowości Slapy. W latach 2009–2011 była jednym z inwestorów w czeskiej wersji programu telewizyjnego Dragon’s Den.